# Liste der Kulturdenkmale in Renningen
In der Liste der Kulturdenkmale in Renningen sind alle Bau- und Kunstdenkmale der Stadt Renningen verzeichnet, die im „Verzeichnis der unbeweglichen Bau- und Kunstdenkmale und der zu prüfenden Objekte“ des Landesamts für Denkmalpflege Baden-Württemberg verzeichnet sind.
Diese Liste ist nicht rechtsverbindlich. Eine rechtsverbindliche Auskunft ist lediglich auf Anfrage bei der Unteren Denkmalschutzbehörde des Landkreises Böblingen erhältlich.

## Renningen
| Bild           | Bezeichnung                                                               | Lage                                           | Datierung                          | Beschreibung | ID |
| -------------- | ------------------------------------------------------------------------- | ---------------------------------------------- | ---------------------------------- | --- | -- |
| Weitere Bilder | Stationsgebäude der Schwarzwaldbahn                                       | Renningen, Bahnhof 1 (Karte)                   | 1869                               | Stationsgebäude der Schwarzwaldbahn, traufständiger, zweigeschossiger Sandsteinbau mit vorkragendem Satteldach von Carl Julius von Abel. Geschützt nach § 2 DSchG |    |
|                | Transformatorenhäuschen                                                   | Renningen, Brückenstraße 12 (Karte)            | 1. Viertel des 20. Jh.             | Putzbau mit Satteldach. Geschützt nach § 2 DSchG | BW |
| Weitere Bilder | Friedhof                                                                  | Renningen, Friedhofstraße (Karte)              | 1840                               | mit ortsgeschichtlich und kunsthandwerklich bedeutsamen Grabmalen des 19. Jahrhunderts sowie Friedhofsmauer des 1840 angelegten Begräbnisplatzes, Werksteinmauerwerk mit giebelartiger Deckplatte; außerdem achteckiger Sandsteinsockel. Geschützt nach § 2 DSchG |    |
| Weitere Bilder | Friedhofsmauer                                                            | Renningen, bei Friedhofstraße 3, 7 (Karte)     |                                    | Friedhofsmauer des alten Friedhofs, Bruchsteinmauerwerk, teilweise verputzt, nördliche Begrenzung des 1770 angelegten Begräbnisplatzes sowie ursprüngliche Ettermauer als südliche und westliche Begrenzung. Geschützt nach § 2 DSchG |    |
| Weitere Bilder | Sachgesamtheit Ettermauer                                                 | Renningen                                      | 1600-1619                          | Bruchsteinmauer aus Muschelkalk. Mit sämtlichen sichtbaren und in die Bebauung integrierten Mauerabschnitten, sowie Rundbogentor (Weil-der-Städter-Straße), vier Rundbogentore (Mühlgasse) und Etterweg-Verlauf. Geschützt nach § 2 DSchG |    |
|                | Rathaus                                                                   | Renningen, Hauptstraße 1 (Karte)               | 1590/1803                          | Zweigeschossiger Massiv-/Fachwerkbau, teilverputzt, Satteldach mit Schleppgaupen und Dachreiter, Giebel und Rundbogenportal sowie nördlich angebaute ehem. Schule mit Schulmeisterwohnung (früher Kleine Gasse 1): giebelständiger, dreigeschossiger Putzbau mit Krüppelwalmdach. Geschützt nach § 2 DSchG                                                                                                  |    |
|                | Wohnhaus                                                                  | Renningen, Hauptstraße 8 (Karte)               | 17. Jh.                            | Giebelständiger, zweigeschossiger Fachwerkbau mit Satteldach, heute Museum Renninger Krippe. Geschützt nach § 2 DSchG |    |
|                | Wohnhaus                                                                  | Renningen, Hauptstraße 10 (Karte)              | 1774                               | Giebelständiger, zweigeschossiger Fachwerkbau, verputzt mit Satteldach. Geschützt nach § 2 DSchG |    |
|                | Gehöft mit Wohnhaus                                                       | Renningen, Hauptstraße 12 (Karte)              |                                    | Giebelständiger, zweigeschossiger, verputzter Fachwerkbau, teilweise verbrettert mit Satteldach und traufständig zurückgesetzter Fachwerkscheune. Geschützt nach § 2 DSchG |    |
| Weitere Bilder | Großes Haus, Gasthaus Adler                                               | Renningen, Hauptstraße 14 (Karte)              | 17. Jh.                            | traufständiges Durchgangshaus, verputzter Massiv-/Fachwerkbau. Umbauten von 1889 durch E. A. Güthler und aus der Zeit um 1900. Mit Wirtshausausleger aus dem 19. Jahrhundert. Geschützt nach § 2 DSchG |    |
|                | Wohnhaus                                                                  | Renningen, Hauptstraße 19 (Karte)              | 17./18. Jh.                        | Giebelständiger, zweigeschossiger Fachwerkbau über massivem Sockel, verputzt und teilweise verbrettert, mit Satteldach. Geschützt nach § 2 DSchG | BW |
|                | Wohnhaus                                                                  | Renningen, Hauptstraße 20 (Karte)              | 17./18. Jh.                        | Giebelständiger, zweigeschossiger Fachwerkbau, verputzt, mit Satteldach. Geschützt nach § 2 DSchG | BW |
|                | Wohnhaus                                                                  | Renningen, Hindenburgstraße 3 (Karte)          | 17. Jh.                            | giebelständiger, eingeschossiger Fachwerkbau, teilverputzt, mit Satteldach. Geschützt nach § 2 DSchG | BW |
|                | Doppelwohnstallhaus                                                       | Renningen, Hindenburgstraße 7,7/1 (Karte)      | 17. Jh.                            | Doppelwohnstallhaus eines ehemaligen Gehöfts, giebelständiger, dreigeschossiger Fachwerkbau mit massivem Erdgeschoss und Satteldach, Keilstein aus jüngerer Bauphase (bezeichnet 1784). Geschützt nach § 2 DSchG |    |
|                | Wohnhaus                                                                  | Renningen, Hindenburgstraße 15 (Karte)         | 17. Jh.                            | Traufständiger, zweigeschossiger Fachwerkbau, teilverputzt, mit Satteldach. Geschützt nach § 2 DSchG | BW |
|                | Wohnstallhaus                                                             | Renningen, Hintere Gasse 8 (Karte)             | 17. Jh.                            | Giebelständiger, eingeschossiger Fachwerkbau über massivem Erdgeschoss, verputzt, mit Satteldach. Geschützt nach § 2 DSchG |    |
|                | Quergeteiltes Einhaus                                                     | Renningen, Humboldtstraße 4 (Karte)            | 1859                               | Quergeteiltes Einhaus mit Wohnteil, Stall, Tenne, weiterem Stall und Hopfendarre, traufständiger, eingeschossiger Fachwerkbau, über massivem Erdgeschoss, teilverputzt, Satteldach, Lamellenöffnungen an der Ostgiebelwand. Geschützt nach § 2 DSchG | BW |
|                | Gemeinde-Backhaus                                                         | Renningen, Kirchplatz 3 (Karte)                | 1882                               | Giebelständiger, eingeschossiger Sandsteinbau mit Satteldach. Geschützt nach § 2 DSchG |    |
|                | Wohnstallhaus                                                             | Renningen, Kirchplatz 5 (Karte)                | 17. Jh.                            | Giebelständiger, zweigeschossiger Fachwerkbau mit massivem Erdgeschoss und Satteldach Geschützt nach § 2 DSchG |    |
|                | Gusseiserner Brunnenstock                                                 | Renningen, vor Kirchplatz 8 (Karte)            | 2. Hälfte des 19. Jh.              | Geschützt nach § 2 DSchG |    |
|                | Gehöft                                                                    | Renningen, Kleine Gasse 3, 5 (Karte)           | 17. Jh.                            | Gehöft mit Wohnhaus, giebelständiger, eingeschossiger Massivbau mit Zierfachwerkgiebel und Satteldach, Stallgebäude (Nr. 3a) und ehem. traufständiger Fachwerkscheune (Nr. 5, heute Sozialstation). Geschützt nach § 2 DSchG |    |
|                | Fachwerkgiebel eines Wohnhauses                                           | Renningen, Kleine Gasse 9 (Karte)              | 17. Jh.                            | Geschützt nach § 2 DSchG |    |
|                | Kleinkinder- und Zeichenschule                                            | Renningen, Kronenstraße 3 (Karte)              |                                    | Zweigeschossiger Ziegelbau von Baumeister E. A. Güthler mit Fachwerkgliederung im Giebel, weit vorkragendes Satteldach mit Zwerchhaus, traufseitiger Anbau, 1905 Aufstockung des Anbaus Geschützt nach § 2 DSchG |    |
|                | Sieben Grenzsteine entlang der Markungsgrenze Renningen/Leonberg-Eltingen | Renningen, Gewann Längenbühl                   | 18. Jh. bis 1. Drittel des 19. Jh. | Schilfsandstein. Zur Sachgesamtheit gehören überdies alle weiteren - bisher nicht aufgefundenen -Markungsgrenzsteine. Geschützt nach § 2 DSchG |    |
|                | Gehöft mit Wohnhaus                                                       | Renningen, Leonberger Straße 9 (Karte)         | 17. Jh.                            | Gehöft mit Wohnhaus, giebelständiger, zweigeschossiger Fachwerkbau, verputzt, im Giebel verkleidet, mit Satteldach und Fachwerkscheune. Geschützt nach § 2 DSchG |    |
|                | Ehem. Gasthaus Alter Rappen                                               | Renningen, Magstadter Straße 7 (Karte)         | 17. Jh.                            | Giebelständiger, zweigeschossiger Fachwerkbau mit massivem Erdgeschoss, verputzt, mit Satteldach, spätere Erweiterung. Geschützt nach § 2 DSchG |    |
|                | Wohnstallhaus                                                             | Renningen, Malmsheimer Straße 1 (Karte)        | 17. Jh.                            | Giebelständiger, eingeschossiger Fachwerkbau, über massivem Erdgeschoss, verputzt, Satteldach mit Dachhäuschen. Geschützt nach § 2 DSchG |    |
| Weitere Bilder | Evangelische Pfarrkirche St. Petrus                                       | Renningen, Malmsheimer Straße 2 (Karte)        | 1601                               | Chorturmkirche, ursprünglich innerhalb einer Wehranlage, gotischer Turmunterbau mit kreuzrippengewölbtem Chor, Kirchenschiff von 1601 über romanischem Vorgängerbau, 1878 von Oberbaurat Christian Friedrich von Leins erweitert, Sakristei bez. 1766 von Steinhauer Martin Schwartz, achteckiges Glockengeschoss 1845 von Stadtbaumeister Albert Föhr, Kirchenraum 1965 erneuert. Geschützt nach § 2 DSchG |    |
|                | Wohnstallhaus eines ehem. Gehöfts                                         | Renningen, Malmsheimer Straße 3 (Karte)        | 17. Jh.                            | Eingeschossiger Fachwerkbau über massivem Stall, verputzt, mit Satteldach. Geschützt nach § 2 DSchG |    |
|                | Wohnstallhaus eines ehem. Gehöfts                                         | Renningen, Malmsheimer Straße 14 (Karte)       | um 1700                            | Giebelständiger, zweigeschossiger Fachwerkbau mit massivem Erdgeschoss, verputzt, mit Satteldach, im 18. Jahrhundert an der Rückseite verlängert. Geschützt nach § 2 DSchG |    |
|                | Kleingehöft mit Wohnstallhaus                                             | Renningen, Malmsheimer Straße 16, 16/1 (Karte) | 17. Jh.                            | Giebelständiger, zweigeschossiger Fachwerkbau mit massivem Erdgeschoss, verputzt, mit Satteldach, und traufständig zurückgesetzter Fachwerkscheune. Geschützt nach § 2 DSchG |    |
|                | Wohnhaus                                                                  | Renningen, Malmsheimer Straße 21 (Karte)       | 17. Jh.                            | Giebelständiger, dreigeschossiger Fachwerkbau, verputzt, mit Satteldach. Geschützt nach § 2 DSchG | BW |
|                | Ehem. Seldnerhaus                                                         | Renningen, Mittlere Gasse 7 (Karte)            | 17. Jh.                            | Giebelständiger, eingeschossiger Fachwerkbau, verputzt, Satteldach mit Schleppgaube. Geschützt nach § 2 DSchG |    |
|                | Wohnstallhaus                                                             | Renningen, Mittlere Gasse 9 (Karte)            | 17. Jh.                            | Giebelständiger, zweigeschossiger Fachwerkbau mit massivem Erdgeschoss, verputzt, mit Satteldach. Geschützt nach § 2 DSchG |    |
|                | Wohnhaus eines ehem. Streckgehöfts                                        | Renningen, Mühlgasse 1 (Karte)                 | 17. Jh.                            | Giebelständiger, eingeschossiger Fachwerkbau, verputzt und verkleidet, mit Satteldach. Geschützt nach § 2 DSchG | BW |
|                | Gehöft mit Wohnstallhaus                                                  | Renningen, Mühlgasse 4, 4/1, 4/2 (Karte)       | 17. Jh.                            | Giebelständiger, zweigeschossiger Putzbau mit massivem Erdgeschoss und Fachwerkgiebel, verputzt, mit Satteldach und traufständig zurückgesetzter Fachwerk-Doppelscheune. Geschützt nach § 2 DSchG | BW |
|                | Gehöft mit Wohnhaus                                                       | Renningen, Mühlgasse 6 (Karte)                 | 17./18. Jh.                        | Zweigeschossiger Fachwerkbau mit massivem Erdgeschoss und Satteldach; traufständig zurückgesetzte Fachwerk-Doppelscheune, bez. 1788 mit Krüppelwalmdach; Kleintierstall (zweigeschossiger Backstein-/Fachwerkbau) sowie kleine Scheune (giebelständiger, zweigeschossiger Fachwerkbau). Geschützt nach § 2 DSchG                                                                                            | BW |
|                | Gehöft mit Wohnhaus                                                       | Renningen, Mühlgasse 7 (Karte)                 | 17./18. Jh.                        | Giebelständiger, zweigeschossiger Fachwerkbau, verputzt und verschindelt, mit Satteldach, im Giebel Lamellenfenster der Hopfendarre des 19. Jahrhunderts und traufständig zurückgesetzte Fachwerk-Stallscheune. Geschützt nach § 2 DSchG |    |
|                | Wohnhaus                                                                  | Renningen, Mühlgasse 9 (Karte)                 | 17. Jh.                            | Giebelständiger, eingeschossiger Putzbau mit Fachwerkgiebel, teilverputzt, Satteldach mit Schleppgauben. Geschützt nach § 2 DSchG |    |
|                | Gehöft mit Wohnhaus                                                       | Renningen, Mühlgasse 12 (Karte)                | 17. Jh.                            | Giebelständiger, eingeschossiger Fachwerkbau, verputzt, mit Satteldach und traufständig zurückgesetzte Stallscheune mit Sattel- und Wetterdach. Geschützt nach § 2 DSchG | BW |
|                | Gehöft mit Wohnstallhaus                                                  | Renningen, Mühlgasse 14 (Karte)                | 17. Jh.                            | Giebelständiger, zweigeschossiger Fachwerkbau, teilverputzt, mit Satteldach und giebelständige Stallscheune, Fachwerkbau mit massivem Stallteil. Geschützt nach § 2 DSchG | BW |
|                | Ständer einer ehemaligen Fachwerkscheune                                  | Renningen, Mühlgasse 24 (Karte)                | 1789                               | Geschützt nach § 2 DSchG | BW |
|                | Gestelztes Quereinhaus                                                    | Renningen, Schwanenstraße 3 (Karte)            | 17. Jh.                            | Giebelständiger, zweigeschossiger Fachwerkbau mit massivem Erdgeschoss, teilverputzt, mit Satteldach, Veränderungen des 19. Jahrhunderts. Geschützt nach § 2 DSchG |    |
|                | Wohnhaus                                                                  | Renningen, Schwanenstraße 17 (Karte)           | 17. Jh.                            | Traufständiger, zweigeschossiger Fachwerkbau, verputzt, mit Satteldach. Geschützt nach § 2 DSchG |    |
|                | Streckenhaus der Bahn                                                     | Renningen, Spitzäcker 1 (Karte)                | letztes Drittel des 19. Jh.        | Eingeschossiger Bau mit Mezzaningeschoss, verschindelt und dekorativ verbrettert, Satteldach, nebst Anbau aus dem letzten Drittel des 19. Jahrhunderts. Geschützt nach § 2 DSchG | BW |
|                | Ehem. Evangelischer Pfarrhof mit Pfarrhaus                                | Renningen, Weil der Städter Straße 3 (Karte)   | 1579                               | Giebelständiger, zweigeschossiger Massiv-/Fachwerkbau, teilverputzt und teilweise verbrettert, Satteldach, Umbauten Ende des 18. Jahrhunderts und Pfarrgarten mit Umfassungsmauer des 18./19. Jahrhunderts, Torgewände bez. 1768. Geschützt nach § 2 DSchG |    |

## Malmsheim
| Bild           | Bezeichnung                           | Lage                                         | Datierung             | Beschreibung | ID |
| -------------- | ------------------------------------- | -------------------------------------------- | --------------------- | --- | -- |
|                | Unteres Schloss (Gasthaus Adler)      | Malmsheim, Calwer Straße 4 (Karte)           | 1915                  | Landwirtschaftliches Anwesen, giebelständiger, zweigeschossiger Putzbau mit Fachwerkgiebel, Satteldach, nebst Stall mit Fruchtboden und älterem Keller über Scheune von Bauwerkmeister A. Buber. Geschützt nach § 2 DSchG |    |
|                | Gehöft mit Wohnstallhaus              | Malmsheim, Jägerstraße 10, 12 (Karte)        | 17./18. Jh.           | Giebelständiger, dreigeschossiger Fachwerkbau, massives Sockelgeschoss, teilverputzt, mit Satteldach und ehem. traufständiger Fachwerk-Doppelscheune, zum Wohnhaus ausgebaut. Geschützt nach § 2 DSchG | BW |
|                | Wohnhaus                              | Malmsheim, Jägerstraße 14 (Karte)            | 17./18. Jh.           | Giebelständiger, zweigeschossiger Fachwerkbau mit traufseitigem Querbau, verputzt, Satteldach, kleiner Scheunenanbau. Geschützt nach § 2 DSchG | BW |
|                | Markungsgrenzstein                    | Malmsheim, vor Jägerstraße 14 (Karte)        | 18. Jh.               | Markungsgrenzstein zur Gemarkung Flacht, hochrechteckiger Rotsandsteinblock Geschützt nach § 2 DSchG |    |
| Weitere Bilder | Evangelische Pfarrkirche St. Germanus | Malmsheim, Kirchstraße 2 (Karte)             |                       | Chorturmkirche innerhalb der ehem. Umwehrung, mittelalterlicher Ostturm der einstigen Wehranlage mit Glockengeschoss und Haube von 1746, Turmchor des 14. Jahrhunderts, Saalbau von 1489, im Jahr 1607 erweitert und 1817 erneuert, hölzerne Felderdecke und Empore des 18. Jahrhunderts, Teile der Kirchhofmauer nebst Kriegerdenkmal (1914–18, 1939–45), 1920er Jahre und nach 1945 von Fritz von Graevenitz. Geschützt nach §§ 2, 28 DSchG |    |
|                | Wohnstallhaus                         | Malmsheim, Lammstraße 2 (Karte)              | um 1700               | Giebelständiger zweigeschossiger Fachwerkbau, massives Erdgeschoss, verputzt, mit Satteldach. Geschützt nach § 2 DSchG | BW |
|                | Gehöft mit Wohnstallhaus              | Malmsheim, Lange Steggasse 8 (Karte)         | 18. Jh.               | Giebelständiger, dreigeschossiger Fachwerkbau, massives Erd- und Obergeschoss, verputzt, mit Satteldach, im 20. Jahrhundert modernisiert samt und traufständig zurückliegender Fachwerk-Doppelscheune sowie giebelständigem Fachwerkschuppen. Geschützt nach § 2 DSchG |    |
|                | Gehöft mit Wohnhaus                   | Malmsheim, Lange Steggasse 10 (Karte)        | 18. Jh.               | Giebelständiger, zweigeschossiger Fachwerkbau, verputzt, mit Satteldach und traufständig zurückliegender Fachwerk-Doppelscheune. Geschützt nach § 2 DSchG |    |
|                | Seldnerhaus                           | Malmsheim, Lerchenstraße 2 (Karte)           | um 1600               | Giebelständiger, eingeschossiger Fachwerkbau, verputzt, mit Satteldach. Geschützt nach § 2 DSchG |    |
|                | Wohnstallhaus                         | Malmsheim, Lerchenstraße 8 (Karte)           | 17./18. Jh.           | Giebelständiger, eingeschossiger Fachwerkbau über massivem Erdgeschoss, verputzt, mit Satteldach. Geschützt nach § 2 DSchG |    |
|                | Gemeinde-Backhaus mit Wohnteil        | Malmsheim, Merklinger Straße 3 (Karte)       | 17./18. Jh.           | Traufständiger, eingeschossiger Fachwerkbau über teilweise massivem Sockel mit Satteldach. Geschützt nach § 2 DSchG |    |
|                | Ehem. Schule                          | Malmsheim, Merklinger Straße 5 (Karte)       | 17.-19. Jh.           | Traufständiger, zweigeschossiger Fachwerkbau, einseitiges Halbwalmdach, im Erdgeschoss Teile der Kirchhofmauer. Geschützt nach § 2 DSchG | BW |
|                | Fachwerkscheune                       | Malmsheim, bei Merklinger Straße 10 (Karte)  |                       | Traufständig zurückgesetzte Fachwerkscheune eines ehem. Gehöfts, heute Heimatmuseum. Geschützt nach § 2 DSchG |    |
|                | Gehöft mit Wohnstallhaus              | Malmsheim, Merklinger Straße 16 (Karte)      | 17. Jh.               | Giebelständiger, zweigeschossiger Fachwerkbau, massiver, hoher Sockel, verputzt, mit Satteldach und traufständig zurückgesetzter Fachwerkscheune. Geschützt nach § 2 DSchG | BW |
|                | Evangelischer Pfarrhof mit Pfarrhaus  | Malmsheim, Merklinger Straße 22 (Karte)      | 1595                  | Traufständiger, zweigeschossiger Fachwerkbau, massives Erdgeschoss, teilverputzt, mit Satteldach, Fachwerk des 17.-19. Jahrhundert; Waschhäuschen (heute Laden): giebelständiger, eingeschossiger Massivbau mit Fachwerkgiebel, verputzt, mit Satteldach; Teile der Pfarrhofmauer. Geschützt nach § 2 DSchG | BW |
| Weitere Bilder | Rathaus                               | Malmsheim, Perouser Straße 1 (Karte)         | 1784                  | Giebelständiger, zweigeschossiger Putzbau mit ursprünglich offenen Lauben, Halbwalmdach mit Dachreiter. Geschützt nach § 2 DSchG |    |
|                | Gusseiserner Pumpbrunnen              | Malmsheim, neben Perouser Straße 1 (Karte)   | 18. Jh./ Ende 19. Jh. | Gusseiserner Pumpbrunnen mit Sandsteinbecken des 18. Jahrhunderts. Geschützt nach § 2 DSchG |    |
|                | Ehem. Wohnstallhaus                   | Malmsheim, Perouser Straße 9 (Karte)         | 17. Jh.               | Zweigeschossiger Fachwerkbau, massiver Sockel, verputzt, mit Satteldach. Geschützt nach § 2 DSchG | BW |
|                | Gehöft                                | Malmsheim, Perouser Straße 10, 10/1 (Karte)  | um 1800               | Giebelständiger, verputzter Fachwerkbau mit daran anschließender Stallscheune und traufständig zurückgesetzter Fachwerkscheune. Geschützt nach § 2 DSchG |    |
|                | Wohnstallhaus eines ehem. Gehöfts     | Malmsheim, Perouser Straße 12 (Karte)        | 17./18. Jh.           | Giebelständiger, zweigeschossiger Fachwerkbau mit massivem Erdgeschoss, verputzt, mit Satteldach. Geschützt nach § 2 DSchG |    |
|                | Sühnekreuz                            | Malmsheim, bei Planberg 3                    | um 1500               | Geschützt nach § 2 DSchG |    |
|                | Gehöft mit Wohnstallhaus              | Malmsheim, Renninger Straße 13, 13/4 (Karte) | 17./18. Jh.           | Giebelständiger, zweigeschossiger Fachwerkbau, massives Erdgeschoss, verputzt, mit Satteldach, und traufständig zurückgesetzter Fachwerkscheune. Geschützt nach § 2 DSchG | BW |

## Ihinger Hof
| Bild | Bezeichnung                                | Lage                               | Datierung | Beschreibung                                                                                   | ID |
| ---- | ------------------------------------------ | ---------------------------------- | --------- | ---------------------------------------------------------------------------------------------- | -- |
|      | Wirtschaftsgebäude des ehem. Ihinger Hofes | Ihinger Hof, Ihinger Hof 1 (Karte) | 19. Jh.   | Giebelständiger, zweigeschossiger Massiv-/Fachwerkbau mit Satteldach. Geschützt nach § 2 DSchG |    |
|      | Privatfriedhof                             | Ihinger Hof, bei Ihinger Hof 1     | 18. Jh.   | mit Grabsteinen des 18. Jahrhunderts. Geschützt nach § 2 DSchG                                 |    |
|      | Gusseiserner Brunnenstock                  | Ihinger Hof, bei Ihinger Hof 1     | 19. Jh.   | Geschützt nach § 2 DSchG                                                                       |    |
|      | Viehtränke und Grubbank                    | Ihinger Hof, bei Ihinger Hof 1     | 1880      | Geschützt nach § 2 DSchG                                                                       |    |